# Pardosa saxatilis
Pardosa saxatilis este o specie de păianjeni din genul Pardosa, familia Lycosidae. A fost descrisă pentru prima dată de Hentz, 1844. Conform Catalogue of Life specia Pardosa saxatilis nu are subspecii cunoscute.